# 텔레폰 (영화)
《텔레폰》(영어: Telefon)은 미국에서 제작된 돈 시걸 감독의 1977년 첩보 영화이다. 찰스 브론슨 등이 출연하였고, 제임스 B. 해리스 등이 제작에 참여하였다.

## 출연진
- 찰스 브론슨
- 리 레믹
- 도널드 플레전스
- 타인 데일리
- 앨런 버델
- 패트릭 매기
- 셔리 노스
- 프랭크 마스
- 헬렌 페이지 캠프
- 로이 젠슨
- 재클린 스콧
- 존 미첨
- 버턴 길리엄
- 리지스 코딕
- 카먼 저파타
- 오케 린드만
- 안사 이코넨
- 데릭 라이댈
- 마이클 번

## 기타 제작진
- 배역: 팸 폴리프로니
- 미술: 테드 하워스
- 의상: 러스터 베일리스